# Генри, Джиллиан
Джи́ллиан Мари́са Ге́нри (англ. Jillian Marisa Henry; 22 октября 1996, Биг-Бэр-Лейк, Калифорния, США) — американская актриса

.

## Биография и карьера
Джиллиан Генри родилась в Биг-Бэр-Лейк, штат Калифорния. Джиллиан получила диплом средней школы в возрасте 13-ти лет. Она училась в колледже Эмерсона в Бостоне, изучая видео и медиапроизводство, окончила колледж в 2017 году,
Она работала над несколькими анимационными проектами для Disney, включая франшизу Lilo и Stitch, Mulan II и Special Agent Oso. Она также озвучивает рекламные ролики для различных компаний, включая McDonalds, SeaWorld и Jiffy Lube. На камеру Джиллиан можно увидеть в главной роли в «Моей жене и детях» (ABC), «Что мне нравится в вас» (WB), «Six Feet Under» и «Carnivale» (HBO). Она снялась вместе с Роб Шнйдером, Дэвидом Спейдом и Джоном Хедером в художественном фильме «The Benchwarmers».
Джиллиан была лауреатом премии CARE Awards, ежегодно вручаемой молодым актёрам за их профессиональную деятельность совместно с учёными и общественными службами. Она является членом Гильдии киноактеров и Американской федерации теле- и радиодеятелей.

## Избранная фильмография
| Год       |    | Русское название                      | Оригинальное название                | Роль             |
| --------- | -- | ------------------------------------- | ------------------------------------ | ---------------- |
| 2003      | с  | Сильное лекарство                     | Strong Medicine                      | Эрин МакКоннелл  |
| 2003      | с  | Клиент всегда мёртв                   | Six Feet Under                       | дочь             |
| 2003—2006 | мс | Лило и Стич                           | Lilo & Stitch: The Series            | Елена            |
| 2004      | мф | Мулан 2                               | Mulan II                             | Ша-Рон           |
| 2005      | с  | Моя жена и дети                       | My Wife and Kids                     | Эмерсон          |
| 2005      | с  | За что тебя люблю                     | What I Like About You                | Карен            |
| 2005      | с  | Карнавал                              | What I Like About You                | Софи в детстве   |
| 2005      | мф | Лило и Стич 2: Большая проблема Стича | Lilo & Stitch 2: Stitch Has a Glitch | Елена            |
| 2005—2006 | мс | Аватар: Легенда об Аанге              | Avatar: The Last Airbender           | Коко             |
| 2006      | ф  | Запасные игроки                       | The Benchwarmers                     | Гретхен Питерсон |
| 2006      | мф | Лерой и Стич                          | Leroy & Stitch                       | Елена            |